# Dolicheremaeus claviger
Dolicheremaeus claviger är en kvalsterart som beskrevs av Sandór Mahunka 2000. Dolicheremaeus claviger ingår i släktet Dolicheremaeus och familjen Tetracondylidae. Inga underarter finns listade i Catalogue of Life.